# فردریک نیوتسن
فردریک نیوتسن (انگلیسی: Frederic Knudtson؛ ‏ ۹ آوریل ۱۹۰۶ – ۱۵ فوریهٔ ۱۹۶۴) تدوین‌گر اهل ایالات متحده آمریکا بود. وی ۶ مرتبه نامزد دریافت جایزه اسکار بهترین تدوین شد.
از فیلم‌هایی که وی در آن‌ها نقش داشته‌است، می‌توان به دنیای دیوانه، دیوانه، دیوانه، دیوانه، محاکمه در نورنبرگ، میراث باد، در ساحل، ستیزه‌جویان، راه گریزی ندارم و پنجره اشاره نمود.